# Metal Health
Metal Health je heavy metalové hudební album s prvky glam metalu z roku 1983, vydané skupinou Quiet Riot. Album je známé především díky skladbám „Come on Feel The Noise“ a „Metal health“. Deska se stala 6x platinovou a v žebříčku Billboard 200 se dostala na první místo.

## Seznam skladeb
1. Metal Health 5:16
2. Come on Feel The Noise 4:49
3. Don't Wanna Let You Go 4:44
4. Slick Black Cadillac 4:17
5. Love's a Bitch 4:08
6. Breathless 3:51
7. Run For Cover 3:39
8. Battle Axe 1:38
9. Let's Get Crazy 4:07
10. Thunderbird 4:44

## Singly
1. Come on Feel The Noise – The Billboard Hot 100 : 5. místo, Mainstream Rock : 7. místo
2. Metal Health – The Billboard Hot 100 : 31. místo, Mainstream Rock : 37. místo
3. Slick Black Cadillac – Mainstream Rock : 32. místo

### Metal Health
Skladba číslo jedna ze stejnojmenného alba, je také známá jako Bang Your head. V žebříčku Billboard Hot 100 dosáhla 31. místa.

### Come on Feel The Noise
Nejznámější skladba z alba a také nejznámější skladba od skupiny vůbec. Je to Coververze od glamrockové skupiny Slade. V žebříčku Billboard Hot 100 dosáhla 5. místa. Úspěšný byl také videoklip ke skladbě, který byl úspěšný na MTV.

### Slick Black Cadillac
Tato skladba byla již jednou nahrána na albu Quiet Riot II.

### Thunderbird
Tato skladba je pocta pro tragicky zesnulého kytaristu Randyho Rhoadse.

## Sestava
- Kevin DuBrow – zpěv
- Carlos Cavazo – elektrická kytara
- Rudy Sarzo – baskytara
- Frankie Banali – bicí